# Mit Lutz und Liebe
Mit Lutz und Liebe était une émission de télévision musicale diffusée sur la Deutscher Fernsehfunk.

## Concept
L'animateur Lutz Jahoda présente un mélange de vieux succès et de chansons folkloriques dont il réécrit les paroles pour ce programme basé sur une revue. Des stars du schlager en RDA comme Aurora Lacasa et Monika Herz viennent en tant qu'invités. Entre les chansons, Jahoda joue des sketchs et fait des animations. Il est assisté par un perroquet parlant nommé Amadeus. Dans chaque épisode du spectacle, une histoire cohérente est racontée de cette manière. Les décors de Wolfgang Schnecke sont techniquement sophistiqués.

## Production
L'idée de Mit Lutz und Liebe est développée par Jahoda avec Heinz Quermann. L'émission est produite au Kulturpalast de Karl-Marx-Stadt.
Le perroquet, co-présentateur avec Jahoda dans le rôle d'Amadeus, est une femelle, nommée Lore, du zoo de Leipzig. Pour la production du programme, l'animal est amené à chaque fois dans les studios de télévision. La voix du perroquet est Edgar Pfeil.

## Source de la traduction
- (de) Cet article est partiellement ou en totalité issu de l’article de Wikipédia en allemand intitulé « Mit Lutz und Liebe » (voir la liste des auteurs).